# Liste der Stolpersteine in Beverstedt
Die Liste der Stolpersteine in Beverstedt enthält alle Stolpersteine, die im Rahmen des gleichnamigen Kunst-Projekts von Gunter Demnig in Beverstedt verlegt wurden. Mit ihnen soll der Opfer des Nationalsozialismus gedacht werden, die in Beverstedt lebten und wirkten. Bei bisher einer Verlegung im Juni 2016 wurden insgesamt zehn Stolpersteine verlegt. (Stand: Juni 2019)

## Liste der Stolpersteine
| Bild | Person, Inschrift                                                                                  | Adresse             | Verlegedatum  | Anmerkung |
| --- | -------------------------------------------------------------------------------------------------- | ------------------- | ------------- | --- |
| Bild gesucht Der Benutzer GeorgDerReisende ( Diskussion ) wünscht sich an dieser Stelle ein Bild vom Ort mit diesen Koordinaten 53.434014 8.819786 . Motiv: Logestraße 5: der Stolperstein für Selma Goldberger, die Lage und das Haus Falls du dabei helfen möchtest, erklärt die Anleitung , wie das geht. BW | Hier wohnte Selma Goldberger geb. Wolff Jg. 1871 deportiert 1942 Theresienstadt ermordet 18.3.1943 | Logestraße 5 ·      | 13. Juni 2016 | Selma Goldberger wurde am 8. März 1871 als Selma Wolff in Dortmund geboren. Am 29. Juli 1942 wurde sie ab Dortmund in das Ghetto Theresienstadt deportiert und später mit Datum 18. März 1943 für tot erklärt. |
| Stolperstein Meyerhofstraße 12 Brumsack Grete | Hier wohnte Grete Brumsack Jg. 1910 deportiert 1941 Minsk ermordet                                 | Meyerhofstraße 12 · | 13. Juni 2016 | Grete Brumsack wurde am 20. Dezember 1910 als Tochter von Markus (gefallen 1915) und Emma Brumsack in Beverstedt geboren. Am 18. November 1941 wurde sie ab Bremen in das Ghetto Minsk deportiert. |
| Stolperstein Meyerhofstraße 12 Brumsack Emma | Hier wohnte Emma Brumsack geb. Schragenheim Jg. 1879 deportiert 1941 Minsk ermordet                | Meyerhofstraße 12 · | 13. Juni 2016 | Emma Brumsack wurde am 27. Januar 1879 als Emma Schragenheim in Sehnde geboren. Sie war mit Markus Brumsack verheiratet, der 1915 im Ersten Weltkrieg fiel. Am 18. November 1941 wurde sie ab Bremen in das Ghetto Minsk deportiert. |
| Stolperstein Meyerhofstraße 12 Brumsack Julius | Hier wohnte Julius Brumsack Jg. 1915 Flucht 1939 England                                           | Meyerhofstraße 12 · | 13. Juni 2016 | Julius Brumsack wurde am 19. Januar 1915 als Sohn von Markus und Emma Brumsack in Beverstedt geboren. Im April 1939 gelang ihm die Flucht nach England. 1948 kehrte er nach Beverstedt zurück und eröffnete ein Textilgeschäft. Julius Brumsack starb am 22. Oktober 2011 in einem Pflegeheim in Oldenburg.                                                            |
| Stolperstein Poststraße 16 Brumsack Arnold | Hier wohnte Arnold Brumsack Jg. 1887 deportiert 1942 Minsk ermordet                                | Poststraße 16 ·     | 13. Juni 2016 | Arnold Brumsack wurde am 7. Mai 1887 in Beverstedt geboren. Am 18. November 1941 wurde er ab Bremen in das Ghetto Minsk deportiert. |
| Stolperstein Poststraße 16 Brumsack Siegmund | Hier wohnte Siegmund Brumsack Jg. 1878 deportiert 1941 Minsk ermordet                              | Poststraße 16 ·     | 13. Juni 2016 | Siegmund Brumsack wurde am 5. Februar 1878 in Beverstedt geboren. Am 18. November 1941 wurde er ab Bremen in das Ghetto Minsk deportiert und später für tot erklärt. |
| Stolperstein Poststraße 16 Brumsack Elise | Hier wohnte Elise Brumsack geb. Schragenheim Jg. 1881 gedemütigt/entrechtet tot 14.9.1941          | Poststraße 16 ·     | 13. Juni 2016 | Elise Brumsack wurde 1881 als Elise Schragenheim geboren. Sie war mit Siegmund Brumsack verheiratet und hatte zwei Kinder, Annelise und Hans Leo. Sie starb am 14. September 1941 an Krebs. |
| Stolperstein Poststraße 16 Brumsack Rosa | Hier wohnte Rosa Brumsack Jg. 1890 deportiert 1941 Riga ermordet 7.4.1943                          | Poststraße 16 ·     | 13. Juni 2016 | Rosa Brumsack wurde am 13. Januar 1890 in Beverstedt geboren. Am 18. November 1941 wurde sie ab Bremen in das Ghetto Minsk deportiert. |
| Stolperstein Poststraße 16 Brumsack Annelise | Hier wohnte Annelise Brumsack Jg. 1913 Flucht 1939 England                                         | Poststraße 16 ·     | 13. Juni 2016 | Annelise Brumsack wurde 1915 als Tochter von Siegmund und Elise Brumsack geboren. Ihr gelang 1939 die Flucht nach England. |
| Stolperstein Poststraße 16 Brumsack Hans Leo | Hier wohnte Hans Leo Brumsack Jg. 1915 deportiert 1941 Minsk ermordet                              | Poststraße 16 ·     | 13. Juni 2016 | Hans Leo Brumsack wurde am 10. Januar 1915 als Sohn von Siegmund und Elise Brumsack in Beverstedt geboren. In den Novemberpogromen 1938 wurde er verhaftet und war bis zum 9. Januar 1939 im KZ Sachsenhausen inhaftiert. Am 18. November 1941 wurde er ab Bremen in das Ghetto Minsk deportiert. Für Hans Leo Brumsack wurde auch in Sehnde ein Stolperstein verlegt. |

## Verlegungen
- 13. Juni 2016: zehn Stolpersteine an drei Adressen[9]